# Seo Ho-jin
Seo Ho-jin (in coreano: 서호진; 11 giugno 1983) è un ex pattinatore di short track sudcoreano.

## Carriera
In carriera può vantare l'oro olimpico vinto a Torino 2006 quando, assieme ai connazionali, giunse sul primo gradino del podio nella staffetta 5000 metri.

## Palmarès

### Olimpiadi
- 1 medaglia:
  - 1 oro (5000 m staffetta a Torino 2006).

### Mondiali
- 1 medaglia:
  - 1 argento (5000 m staffetta a Pechino 2005).

### Mondiali a squadre
- 3 medaglie:
  - 2 ori (Pechino 2004, Montréal 2006).
  - 1 argento (San Pietroburgo 2005).